# White label
White label (in italiano "etichetta bianca") è il nome con cui sono conosciuti dei particolari dischi in vinile da 12" stampati in tiratura limitata a scopo promozionale, anche chiamati "test pressing". Privi di numero di catalogo e matrice della stampa originale, possono essere un'anteprima di un disco in uscita oppure delle copie di dischi stampate illegalmente (bootleg).
Sono copie ricercate e ambitissime da (quasi) tutti i DJ, che ne fanno un punto di forza dei loro DJ set.
In Italia la stampa dei vinili White Label (per motivi legati alle bassissime tirature e per la buona qualità delle presse utilizzate per la stampa del disco stesso) era principalmente affidata a due aziende attualmente non più operative: la MicroWatt nella zona della Brianza e la Karma a Napoli.